# Beautiful People (canção de Chris Brown)
"Beautiful People" é a última faixa do álbum F.A.M.E. do cantor norte-americano Chris Brown e tem a participação de Benny Benassi. A canção foi produzida pelo também DJ e produtor Beny Benassi. Foi lançado como o terceiro single do álbum, "Beautiful People", com Benny Benassi, chegou ao número um no Hot Dance Club Songs, e se tornou o primeiro single número um no gráfico para ambos Brown e Benassi.

## Desempenho nas paradas musicais
| Parada musical (2011)                               | Melhor posição |
| --------------------------------------------------- | -------------- |
| Austrália (ARIA)                                    | 7              |
| Austrália (Urban Single Chart)                      | 3              |
| Áustria (Ö3 Austria Top 75)                         | 26             |
| Brasil - Billboard Brasil Hot 100                   | 23             |
| Bélgica (Ultratop 50 de Flandres)                   | 19             |
| Bélgica (Ultratop 50 da Valônia)                    | 19             |
| Canada (Canadian Hot 100)                           | 22             |
| Dinamarca (Hitlisten)                               | 11             |
| França (SNEP)                                       | 26             |
| O campo songid é OBRIGATÓRIO PARA PARADA ALEMÃ      | 30             |
| Hungria (Rádiós Top 40)                             | 14             |
| Irlanda (IRMA)                                      | 3              |
| Países Baixos (Single Top 100)                      | 25             |
| Nova Zelândia (Recorded Music NZ)                   | 6              |
| Escócia (Scottish Singles Chart)                    | 5              |
| Eslováquia (Rádio Top 100)                          | 25             |
| Suécia (Sverigetopplistan)                          | 46             |
| Suíça (Schweizer Hitparade)                         | 36             |
| Reino Unido (UK Dance Chart)                        | 2              |
| Reino Unido (UK Singles Chart)                      | 4              |
| Estados Unidos - Billboard Hot 100                  | 43             |
| Estados Unidos - Bubbling Under R&B/Hip-Hop Singles | 1              |
| Estados Unidos - Hot Dance Club Songs               | 1              |
| Estados Unidos - Latin Pop Songs (Billboard)        | 39             |

### Tabelas anuais
| Chart (2011)                               | Posição |
| ------------------------------------------ | ------- |
| Austrália - Australian Singles Chart       | 50      |
| Bélgica - Belgian Singles Chart (Flanders) | 63      |
| Bélgica - Belgian Singles Chart (Wallonia) | 96      |
| Canadá - Canadian Hot 100                  | 84      |
| Países Baixos - Netherlands Single Top 100 | 97      |
| Reino Unido - UK Singles Chart             | 16      |
| Estados Unidos - US Hot Dance Club Songs   | 8       |

### Certificações
| País          | Providente | Certificação |
| ------------- | ---------- | ------------ |
| Austrália     | ARIA       | 2× Platina   |
| Dinamarca     | IFPI       | Ouro         |
| Nova Zelândia | RIANZ      | Ouro         |